# LOVE
Love je album rock zasedbe Angels and Airwaves. Izšel je 2010 pri založbi To the Stars.

## Seznam skladb
1. "Et Ducit Mundum Per Luce" - 2:34
2. "The Flight of Apollo" - 6:15
3. "Young London" - 5:03
4. "Shove" - 6:34
5. "Epic Holiday" - 4:38
6. "Hallucinations" - 4:39
7. "The Moon-Atomic (...Fragments and Fictions)" - 6:17
8. "Clever Love" - 4:27
9. "Soul Survivor (...2012)" - 4:04
10. "Letters to God, Part II" - 4:06
11. "Some Origins of Fire" - 5:20